# Årsta handboll
Årsta AIK Handbollsförening är en handbollsförening med hemmasäte i södra Stockholm. Klubben har sin bakgrund i den anrika föreningen Årsta AIK som grundades 1944. Hemmaplan är sedan 2005 Sjöstadshallen i Hammarby Sjöstad, Stockholm. Upptagningsområdet består av Hammarby sjöstad, Årsta, Johanneshov, Kärrtorp, Enskede, Skarpnäck och Bagarmossen. 
1947 startade Årsta AIK ett damhandbollslag och herrhandboll tillkom några år senare. Under 1970-talet lades både herr- och pojklagen ner. Efter att ha legat nere en period återstartade man 1984 med ungdomslag i Hökarängskolan. Då fannsi klubben  endast två seniorlag på damsidan men inga ungdomslag. Klubben har sedan dess haft handbollsskolor för barn varje år. År 2005 återstartade man pojkverksamheten och 2008 återstartade herrverksamheten.
Sedan 2010 är Årsta AIK HF en renodlad handbollsklubb efter att fotbollsklubben Årsta FF och Årsta AIK HF, som båda hörde till Årsta AIK, bildat separata föreningar. Idag är föreningen en av Stockholms största handbollsföreningar.